# NGC 6397

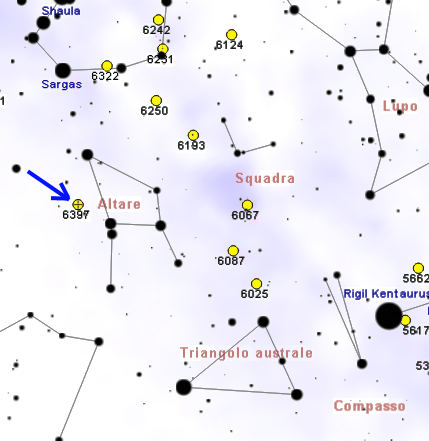
Poloha NGC 6397 v souhvězdí Oltáře

NGC 6397 (také známá jako Caldwell 86) je kulová hvězdokupa vzdálená 7 500 světelných let v souhvězdí Oltáře o hodnotě magnitudy 5,3. Objevil ji francouzský astronom abbé Nicolas-Louis de Lacaille v roce 1751. Na obloze se nachází ve východní části souhvězdí, 3 stupně severovýchodně od hvězdy Beta Arae s magnitudou 2,8 a při své magnitudě 5,3 je za dobrých podmínek viditelná pouhým okem.
NGC 6397 je jednou z přinejmenším 20 dalších kulových hvězdokup v Mléčné dráze, u kterých došlo ke zhroucení jádra,
v jejím jádru se tedy nachází velmi husté seskupení hvězd. NGC 6397 je po Messier 4 druhá k Zemi nejbližší kulová hvězdokupa.
Její odhadované stáří je 12,67 miliard let
a hmotnost 4,5 × 104 {\displaystyle M_{\odot }}
Obsahuje kolem 400 000 hvězd.

## Astronomický výzkum

### Odhad stáří Mléčné dráhy
V roce 2004 se na tuto hvězdokupu zaměřila skupina astronomů, aby zjistila stáří Mléčné dráhy.
Pomocí spektrografu teleskopu VLT na observatoři Paranal v Chile změřili obsah berylia ve dvou hvězdách NGC 6397. To jim umožnilo odvodit čas uplynulý mezi vznikem prvních hvězd v Galaxii a vznikem hvězd v prvních hvězdokupách. Přičtením tohoto času k odhadovanému stáří hvězdokupy odhadli stáří Mléčné dráhy na 13,6 miliard let, je tedy téměř stejně stará jako vesmír.

### Spodní hranice hmotnosti hvězd
V roce 2006 byla vydána studie o NGC 6397, která s pomocí Hubbleova vesmírného dalekohledu ukázala jasnou dolní hranici absolutní hvězdné velikosti nejslabších hvězd ve hvězdokupě.
Autoři studie odvodili, že hraniční hmotnost, kterou hvězda potřebuje pro vznik jádra schopného jaderné fúze, je 0,083 hmotností Slunce.